# La Passe dangereuse (film)
Pour le roman, voir La Passe dangereuse.
Pour plus de détails, voir Fiche technique et Distribution.
La Passe dangereuse (The Seventh Sin) est un film américain réalisé par Ronald Neame, sorti en 1957.

## Synopsis
Kitty, une Américaine trentenaire, a épousé Walter Carwin, un médecin britannique taciturne qu’elle n’arrive pas à aimer, elle l’a suivi à Hong Kong où il effectue ses recherches médicales. Au sein de la colonie occidentale, Kitty rencontre Paul Duvelle, un diplomate français, exact opposé de son mari, beau et sûr de lui, et en tombe amoureuse. Oubliant toute prudence, elle invite son amant chez elle ce qui permet à Walter de découvrir leur liaison. Le mari bafoué propose alors à sa femme un étrange marché : il lui accordera le divorce si son amant accepte de l’épouser, mais, au cas où celui-ci refuserait, il rendrait leur liaison publique pour ruiner Paul. Ce dernier refusant d’épouser Kitty, elle accompagne finalement Walter aux confins de la Chine où il s’est porté volontaire pour venir en aide à la population locale victime d’une grave épidémie de choléra.

## Fiche technique
- Titre original : The Seventh Sin
- Titre français : La Passe dangereuse
- Réalisation : Ronald Neame et Vincente Minnelli (non crédité)
- Scénario : Karl Tunberg, d'après le roman de Somerset Maugham, La Passe dangereuse  (The Painted Veil, 1925)
- Décors : Fred M. MacLean et Edwin B. Willis
- Costumes : Helen Rose
- Photographie : Ray June
- Son : Wesley C. Miller, Lowell Kinsall
- Montage : Gene Ruggiero
- Musique : Miklós Rózsa
- Production : David Lewis
- Société de production : Metro-Goldwyn-Mayer (États-Unis)
- Sociétés de distribution : Metro-Goldwyn-Mayer (États-Unis, France), Loew's Inc. (États-Unis)
- Pays d'origine :  États-Unis
- Langue originale : anglais
- Genre : drame
- Format : 35 mm — noir et blanc — 2,35:1 (CinemaScope) — versions mono (Westrex Recording System) et stéréo 4 pistes
- Durée : 94 minutes
- Dates de sortie :
  - États-Unis : 28 juin 1957
  - France : 1er juin 1960
- (fr) Classification CNC : tous publics (visa d'exploitation no 20101 délivré le 24 février 1958)

## Distribution
- Bill Travers : le docteur Walter Carwin
- Eleanor Parker : Carol « Kitty » Carwin
- George Sanders : Tim Waddington
- Jean-Pierre Aumont : Paul Duvelle
- Françoise Rosay : la mère supérieure
- Ellen Corby : la sœur Saint-Joseph

## Production

### Scénario
Alors que l'intrigue romanesque de Somerset Maugham se situe dans les années 1920, l'action du film est transposée à la fin des années 1940.  

### Tournage
Périodes de prises de vue : 
- Fin octobre à début novembre 1956 en extérieurs à Hong Kong (Chine)[1].
- Mi-novembre 1956 à début février 1957 aux studios Metro-Goldwyn-Mayer de Culver City (Californie)[1].